# Westfalia

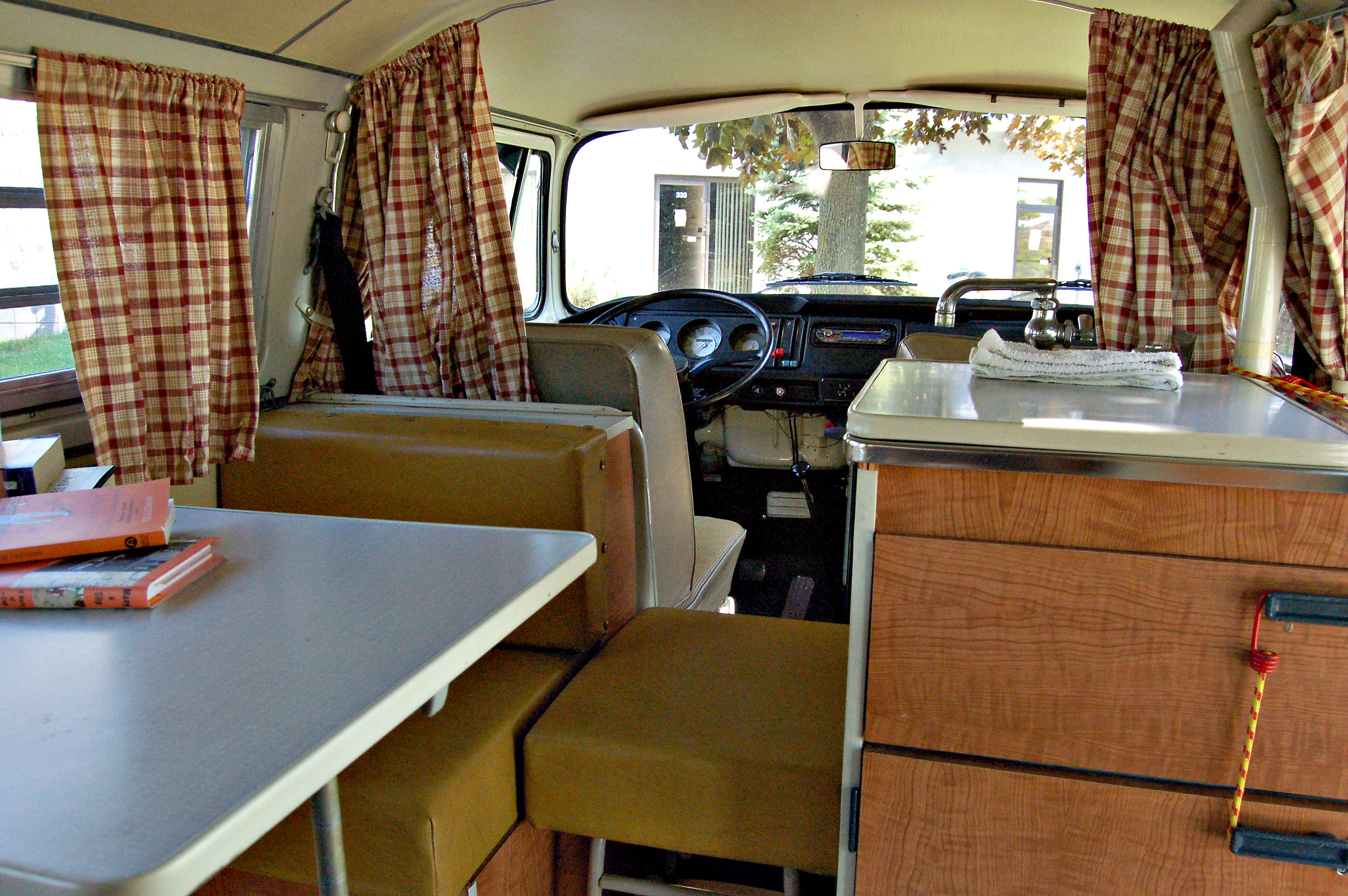

Westfalia, (från Westfalen) Westfalia-Werke, tysk tillverkare av campingfordon, mest kända för sin campingversioner av Volkswagenbussar.
Westfalia ägs numera av DaimlerChrysler.